# No hay negros en el Tíbet
No hay negros en el Tíbet és un pòdcast espanyol que tracta sobre el que significa ser una persona afrodescendent a Espanya.
No hay negros en el Tíbet és un programa original de Podium. El presenten el productor musical, beatmaker i locutor Frank T, la humorista i excolumnista d'El País Madrid Asaari Bibang i el còmic i actor Lamine Thior.
Amb una primera temporada de 10 episodis, parlen de la realitat gairebé sempre oculta de més de 700.000 persones negres a Espanya. Han tractat temes com la salut mental, la LGTBfòbia, el Dia Internacional de les Dones o el cinema.